# Anatolij Guśkow
Anatolij Michajłowicz Guśkow (ros. Анатолий Михайлович Гуськов, ur. 21 sierpnia?/3 września 1914 w Moskwie, zm. 23 grudnia 2005 tamże) – funkcjonariusz radzieckich służb specjalnych, generał major, szef KGB Azerbejdżańskiej SRR (1954–1956).

## Życiorys
W sierpniu 1939 wstąpił do NKWD, kursant Wyższej Szkoły NKWD, po ukończeniu której został 29 czerwca 1940 porucznikiem bezpieczeństwa państwowego.
Po ataku Niemiec na ZSRR pracownik kontrwywiadu wojskowego, od 1942 w kontrwywiadzie wojsk NKWD. Od lutego do lipca 1942 szef Wydziału Specjalnego NKWD 3 Brygady Wojsk NKWD Frontu Briańskiego w stopniu starszego porucznika bezpieczeństwa państwowego, od lutego 1942 członek WKP(b), od lipca 1942 do listopada 1943 szef Wydziału Specjalnego/Wydziału Kontrwywiadu Smiersz Groznieńskiego Specjalnego Rejonu Obronnego, 11 lutego 1943 awansowany na majora bezpieczeństwa państwowego. Od listopada 1943 do 10 maja 1944 szef Wydziału Kontrwywiadu Smiersz Groznieńskiej Dywizji NKWD, od 10 maja 1944 do 1 sierpnia 1945 szef Wydziału Kontrwywiadu Smiersz Zarządu Wojsk NKWD Ochrony Tyłów 3 Frontu Białoruskiego, 27 lutego 1945 mianowany podpułkownikiem bezpieczeństwa państwowego.
Od 1 sierpnia 1945 do 1 stycznia 1946 szef Wydziału Kontrwywiadu Smiersz Zarządu Wojsk NKWD Ochrony Tyłów Południowej Grupy Wojsk, od 7 lutego 1946 do maja 1947 szef Oddziału 11 Wydziału Kontrwywiadu Smiersz/Wydziału Kontrwywiadu MWD ZSRR, potem kierownik katedry Wyższej Szkoły Oficerskiej MWD ZSRR, 1949–1950 zastępca naczelnika tej szkoły. Od 3 lutego do 12 października 1950 szef Wydziału 4 Zarządu Kadr MWD ZSRR, 10 lipca 1950 awansowany na pułkownika, od 12 października 1950 do 12 lipca 1951 szef Zarządu MWD obwodu gorkowskiego.
1951–1953 pracownik aparatu KC WKP(b)/KPZR, od 19 grudnia 1951 instruktor Wydziału Administracyjnego KC WKP(b), od 13 maja 1953 instruktor Wydziału Organów Administracyjnych i Handlowo-Przemysłowych KC KPZR, od 29 lipca 1953 do 30 marca 1954 minister spraw wewnętrznych Azerbejdżańskiej SRR, od 30 marca 1954 do września 1956 przewodniczący KGB Azerbejdżańskiej SRR, 14 stycznia 1956 mianowany generałem majorem.
Od września 1956 do czerwca 1959 zastępca szefa 3 Głównego Zarządu KGB ZSRR, od 12 czerwca 1959 do 19 lutego 1963 szef 3 Głównego Zarządu KGB ZSRR, od 19 lutego 1963 do lipca 1970 szef Wydziału Specjalnego KGB Moskiewskiego Okręgu Wojskowego, 21 października 1970 zwolniony z KGB.
Deputowany do Rady Najwyższej ZSRR 4 kadencji.

## Odznaczenia
- Order Czerwonego Sztandaru (dwukrotnie)
- Order Wojny Ojczyźnianej I klasy (dwukrotnie)
- Order Czerwonej Gwiazdy (czterokrotnie)
- Odznaka „Honorowy Funkcjonariusz Bezpieczeństwa Państwowego”

I 29 medali.